# Muros de Nalón (kommun)
Muros de Nalón är en kommun i Spanien. Den ligger i den autonoma regionen Asturien i norra delen av landet, 400 km nordväst om huvudstaden Madrid. Antalet invånare är 1 942 (2024).